# Olsfors
Olsfors is een plaats in de gemeente Bollebygd in het landschap Västergötland en de provincie Västra Götalands län in Zweden. De plaats heeft 610 inwoners (2005) en een oppervlakte van 56 hectare.